# Roberto Juarroz
Roberto Juarroz (Coronel Dorrego, Provincia de Buenos Aires, 5 de octubre de 1925 - Temperley, Buenos Aires, 31 de marzo de 1995) fue un poeta, bibliotecario, crítico y ensayista argentino.

## Biografía
Graduado de Bibliotecario en la Facultad de Filosofía y Letras por la Universidad de Buenos Aires y becario de la misma, amplió estudios en La Sorbona en materia de Documentación. Desde 1962 y durante treinta años fue profesor titular de la carrera de Bibliotecología en la Universidad de Buenos Aires  y dirigió el Departamento Bibliográfico entre 1967-1970, renombrado Departamento de Ciencia de la Información,  entre 1970-1973 y más tarde renombrado como Departamento de Bibliotecología y Documentación entre 1976-1984.
Realizó misiones como bibliotecólogo para la Unesco y la OEA en diversos países, destacando el Curso Audiovisual de Bibliotecología que dictó entre 1969 y 1976 en varios países sudamericanos y del Caribe. 
Entre 1958 y 1965 dirigió veinte números de la revista Poesía = Poesía junto a Mario Morales.
Colaboró en numerosas publicaciones argentinas y extranjeras y fue crítico bibliográfico del diario La Gaceta de Tucumán (1958-63), crítico cinematográfico de la revista Esto es (Buenos Aires, 1956-58) y traductor de varios libros de poesía extranjera, en especial de Antonin Artaud.
Su poesía ha sido muy estudiada y vertida a gran cantidad de lenguas.
Desde junio de 1984 fue miembro numerario de la Academia Argentina de Letras.
Recibió varios premios, el Gran premio de honor de poesía de la Fundación Argentina de Buenos Aires, el Esteban Echeverría de 1984, el "Jean Malrieu" de Marsella en mayo de 1992, el premio de la "Bienal Internacional de Poesía", en Lieja, Bélgica, en septiembre de 1992 y el Premio Konex - Diploma al Mérito 1994 en la disciplina Poesía: Quinquenio 1984 - 1988.

## Obra
Salvo su colección realista Seis poemas sueltos (1960), su obra se agrupa en una serie de volúmenes, correlativamente numerados del uno al catorce, bajo el título general de Poesía vertical; el primero de ellos data del año 1958 y el último, aparecido póstumamente, del año 1997. Su obra completa fue editada por Emecé en tres volúmenes.
En un principio influido por el Creacionismo del chileno Vicente Huidobro y el simbolismo de Stéphane Mallarmé, la amistad de un "raro" de la poesía argentina, el maestro del aforismo, Antonio Porchia, autor de un único libro titulado Voces, le influyó notablemente; le impresionaron, además, los románticos alemanes, en especial Novalis.
Su temática se centró en la metapoesía y su lenguaje se fue haciendo conceptual conforme exploraba los límites de la palabra como nexo de relación del hombre con el mundo, un mundo contemplado como epifanía, como revelación. Es una poesía imbuida en algunos aspectos por la filosofía existencial de Martin Heidegger.
Para él, la poesía es "el absoluto real", un nuevo sentido de lo sagrado sin teología, "la vida no fosilizada o desfosilizada del lenguaje", un lenguaje que en él es escueto y austero: sus piezas persiguen la máxima condensación y rehúyen la rima y la métrica; en una conferencia dada en Montevideo en agosto de 1993 dijo que "poco a poco se fue formando ese hecho de vida que es escribir hasta que sentí que la poesía era un poco fláccida, repetitiva, aún en los grandes poetas, con zonas en las cuales cedía la tensión interior, ese rango de intensidad que para mí tiene siempre el poema. Eso me llevó a concebir una poesía más ceñida, más estricta o rigurosa, en donde cada elemento fuera irreemplazable. La inclinación fue la de recoger de las situaciones extremas eso que llevamos escondido en nuestro silencio, lo que barajamos y pocas veces decimos.
Para eso necesitaba un tipo de lenguaje diferente que dejara de lado lo que las palabras tienen de ornamento, de euforia. Buscar formas de síntesis poética, que no es síntesis intelectual, en donde confluyeran emoción, sensibilidad, inteligencia. Una forma de expresión que penetrase en las zonas aparentemente prohibidas. Zonas que mucha gente se veda a sí misma por temor".
Sus poemas se hallan numerados en cada entrega, sin título. Prescinde de referencias geográficas o históricas, de localismos verbales, de eurritmia o eufonía, de efusiones sentimentales, de anécdotas, del uso de voces prestigiosas o a priori poéticas. Típicamente, sus depurados textos tienden a adoptar un modo asertivo, simétricamente estructurado, con significaciones frecuentemente enigmáticas o paradójicas.
No le interesa la musicalidad ni la experimentación con el lenguaje per se: intenta buscar el fundamento último de la realidad exterior, por lo que su poesía es una especie de colección de callejones sin salida, una búsqueda constante. En medio de la convulsa historia argentina de su época, el silencio de Juarroz al respecto lo constituye en un extraño ejemplo de ascesis y de poesía pura. Sus poemas son deliberadamente impersonales y abstractos, un conjunto de apartados sueltos de una única formulación general, al modo del Tractatus de Ludwig Wittgenstein. Nunca hay un yo lírico, sólo un nosotros o un uno igualmente anónimo. La poesía de Juarroz es una pesquisa en demanda de un Ser ontológico fugitivo.
Una amplia muestra de sus poemas se encuentra recopilada en Poesía Vertical. Antología (edición de Francisco José Cruz, Visor, Madrid, 1991) y en Poesía Vertical. Dieciséis poemas (texto preliminar de Laura Cerrato y epílogo de Jorge Rodríguez Padrón, col. Palimpsesto, Carmona, 1991).
En cuanto a sus ensayos, son fundamentalmente Poesía y creación (Diálogos con Guillermo Boido); Poesía y Realidad; Poesía, literatura y hermenéutica (Conversaciones con Teresita Saguí).